# Teno (Chile)
Teno es una comuna de la provincia de Curicó, que se encuentra ubicada en la Región del Maule en la zona central de Chile.

## Descripción

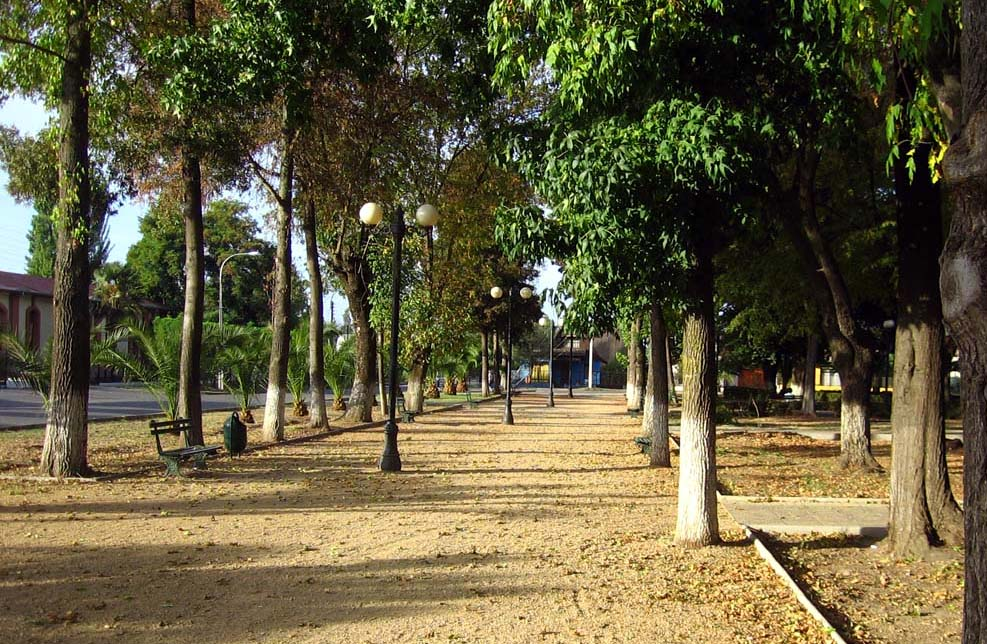
Plaza de Teno, 2008

Se ubica en la Región del Maule y es parte de las nueve comunas que conforman la provincia de Curicó, sus límites territoriales son: al norte con la comuna de Chimbarongo perteneciente a la Región del Libertador Bernardo O’Higgins, al sur con las comunas Curicó y Romeral, esta última también es parte del límite Este de la comuna y al oeste con la comuna de Chépica la que es parte de la Región del Libertador Bernardo O’Higgins.

## Historia

### Periodo Arcaico y Agroalfarero
Esta zona está ocupada desde finales de la última glaciación en el periodo agroalfarero temprano, cohabitaron en la zona distintas culturas como la Bato y la Llolleo. 
. Tras estas se produjo el ingreso a Chile de los mapuches probablemente desde Argentina en el siglo XIII.

### Imperio inca y dominio español
En 1470 esta zona quedó bajo el dominio inca y después en 1536, aparecieron los españoles. 
Las primeras noticias que se tienen de los españoles en Lora datan del año 1552, cuando Juan Retamal entregó el área de Vichuquén en calidad de encomienda, a Juan de Cuevas Agustinas y Terán. El 17 de noviembre de este año.

### Encomiendas
Es preciso dejar en claro que las encomiendas eran concedidas en pago de servicios prestados por los conquistadores y generalmente duraban 2 vidas, esto quiere decir, que la encomienda era entregada al beneficiario directo y posteriormente a su heredero inmediato, después de esto la encomienda era declarada Vaca o Vacante y se llamaba a concurso a los beneméritos del reino para su adjudicación la encomienda no se refería a la tierra. Solo daba derecho sobre los indios.
El derecho sobre la tierra lo daba la Merced sobre las tierras, traída a Chile por la segunda generación de colonizadores, la encomienda (teóricamente) no podía afectar la libertad de los indios, pero si debían pagar tributos al cura, corregidor y administrador del pueblo.
En esta zona solo se hicieron efectivas las encomiendas en 1544.
Cabe mencionar que los indios de las actuales comunas de Curepto, Licantén, Hualañé, Vichuquén por nombrar algunas eran llamados picunches genéricamente y más conocidos localmente como promaucas o promaucaes.
Unas de las principales tareas de los encomenderos era cristianizar a los indios.

...que desde 1541 hasta el primer cuarto del siglo XVII existieron 3 encomiendas, la de Bartolomé Blumental, la de Juan Jofre, y a la que investigamos y nos interesa la Encomienda de Don Juan de las Cuevas Señor de Loncomilla, Huenchullami, Vichuquen, Chanco, Loanco y Lora.
Historiador Gustavo Opazo en su “Historia de Talca” 

### Lautaro
En 1554 en Lora, unos 600 indios vieron la llegada del conquistador Pedro de Villagra, que venía huyendo del Toki mapuche Lautaro, tras la derrota sufrida por Villagra en un enfrentamiento; no obstante Villagra se protegió en Lora sin saber que Lautaro venía tras sus pasos, este último ideó un ardid: con herramientas arrebatadas a los mineros de Coipoa (Coipue), durante la noche los araucanos a fuerza de picos, barretas, azadones, palos y cuanto pudieron encontrar, construyeron una represa de baja altura en el río que hoy conocemos como Mataquito (antes río Lora). Esta represa inundo el valle de Lora, que entonces estaba tejido por canales de regadío; lo cual acarreó serios problemas a Villagra y su contingente, pues la inundación dificultó el avance de los caballos españoles, que se empantanaban, y les hacía difícil recuperar el bagaje y armamento.
 La represa mencionada estaba ubicada en el sector que hoy se conoce como Puente Lautaro.
Más tarde Lautaro tendría serias diferencias con el Cacique Chillicán el cual era uno de sus más poderosos asociados, estas diferencias se debían al gran despotismo sobre los Picunches de Lora por parte de Lautaro. Una vez rota la asociación entre Lautaro y Chillicán, el primero vio que sus huestes habían aminorado en cantidad y poderío, y fue a refugiarse en la zona de Peteroa. Fundamentalmente por descuido, exceso de confianza y la traición de un Picunche, Lautaro cayó abatido; y con él las expectativas mapuches de rechazar a los españoles.
Es de interés conocer algunos nombres de caciques que gobernaron esta zona. 

“desde tiempo inmemorial el pueblo de Lora estaba gobernado por los caciques Maripangue, poderosa dinastía que tenía jurisdicción sobre otros caseríos pequeños en la zona costina”.
Rene de León

### Colonia
En 1692 figura como cacique del pueblo de Lora, Francisco Naticalquin (nótese terminación Calquín, que subsiste hasta hoy como apellido).
En 1695 es Cacique Francisco Maripangue y desde esa fecha, salvo pequeñas interferencias, el gobierno de los Maripangue sobre el pueblo de lora permanece en forma definitiva.
En 1705 figura como cacique, Francisco Nirre Calquín. Luego de esto se pierde el rastro de los caciques teniéndose como última noticia según relatos la disputa del cacicazgo de Lora. Una era Doña Carmen Maripangue y el otro Don Francisco Calquín.
Es probable que uno haya descendido de un cacique de Lora y el otro de Quelmen. En este caso, con toda seguridad Doña Carmen Maripangue había sido la legítima descendiente del último cacique. Ella fue la madre de Don Jacinto Reyes Maripangue y abuela del actual alcalde de Licantén Héctor Reyes Reyes.
También debemos mencionar los apellidos indígenas más comunes que subsisten hasta hoy en Lora. Maripangue o Maripangui, Villacura o Millacura, Calquín, Quitral, Llanca, Carbullanca, Carbullaroca, Catrileo, Vilo y Huenuleo.

### República de Chile
La estación Teno es inaugurada junto con el resto del ferrocarril entre la estación San Fernando y estación Curicó el 25 de diciembre de 1868.

## Medio ambiente

### Geomorfología y componentes abióticos

Trazado simplificado de los ecosistemas y cuerpos de agua presentes en la comuna de Teno.

La comuna de Teno se encuentra emplazada en las unidades geomorfológicas de Cordillera andina de retención crionival, Cordillera de la costa, Llano central fluvio-glacio-volcanico y Precordillera; y presenta según la clasificación climática de Köppen clima mediterráneo de lluvia invernal (Csb), clima mediterráneo de lluvia invernal de altura (Csb (h)) y clima mediterráneo frío de lluvia invernal (Csc). Durante el invierno se concentra el 85% de las precipitaciones, las cuales alcanzan anualmente a los 658,7 mm en la estación Freire (Curicó).
Además esta comuna se halla entre las cuencas hidrográficas de Costeras del río Rapel y Estero Nilahue, río Mataquito y río Rapel. Además, la comuna posee diversos cuerpos de agua, entre los que se destacan el río El Manzano y río Teno.

### Componentes bióticos
Dentro del territorio de la comuna se pueden hallar los siguientes ecosistemas:
- Bosque caducifolio mediterráneo interior donde predominan Nothofagus obliqua y Cryptocarya alba (En peligro crítico)
- Bosque caducifolio mediterráneo-templado andino donde predominan Austrocedrus chilensis y Nothofagus obliqua (Vulnerable)
- Bosque esclerófilo mediterráneo andino donde predominan Lithrea caustica y Lomatia hirsuta (Vulnerable)
- Bosque esclerófilo mediterráneo interior donde predominan Lithrea caustica y Peumus boldus (En peligro)
- Bosque espinoso mediterráneo interior donde predominan Acacia caven y Lithrea caustica (En peligro)
- Matorral bajo mediterráneo andino donde predominan Chuquiraga oppositifolia y Discaria articulata (Vulnerable)
- Matorral bajo mediterráneo andino donde predominan Laretia acaulis y Berberis empetrifolia (Preocupación menor)

### Medidas de protección ambiental y conflictos socioambientales
Hasta 2022, la comuna de Teno cuenta con las siguientes zonas que poseen algún nivel de protección ambiental:
- Altos de Lolol y Chépica (Sitios ERB)[17]
- Cajón del Río Teno (Sitios ERB)[18]
- Precordillera Andina Sur (Sitios ERB)[19]
- Santuario de la Naturaleza Predio Alto Huemul (Santuario de la Naturaleza)[20]

### Flora y fauna
Entre las especies de plantas halladas dentro del territorio comunal se destacan el Boldo, mitiqui, canelo, roble, mañio, avellano, coihue, maqui, ciprés, peumo, espino, quillay, arrayán o Temu, maitén y el copihue.
En cuanto a la fauna, se pueden identificar el Pato correntino, aguilucho, torcaza, zorzal, zorro, quiques, chingues, coipo, ñandú, lloica, pidén, cernícalo, becasina o porotera, tórtola, diuca, tordo, queltehue, codorniz, perdiz, tenca y el loro barraquero o tricahue.

## Demografía
La ciudad de Teno abarca una superficie de 618,4 km² y una población de 25.596 habitantes, correspondientes a un 2,56% de la población total de la región y una densidad de 41,39 hab/km². Del total de la población, 12298 son mujeres (48,0%) y 13298 son hombres (52%). Un 73,7% (18.867 habitantes) corresponde a población rural, y un 26,3% (6729 hábs.) la cual corresponde a población urbana.
La ciudad de Teno es la “puerta norte” de la Región del Maule y comprende un 2,16% de la superficie regional y un 8,79% de la superficie de provincia. Desde 1970 hasta el año 2002, se marca una tendencia de crecimiento de población urbana y como producto de ello una leve disminución de la población rural.

## Administración

### Municipalidad
La Municipalidad de Teno para el periodo 2021-2024 es dirigida por la alcaldesa Sandra Améstica Gaete (Independiente - Candidatura Independiente) y el concejo municipal conformado por los concejales:
- María José Solís Frankic (IND - Chile Vamos UDI - IND)
- Sandra Eugenia Del Carmen Valenzuela Pérez (Unión Demócrata Independiente)
- Matías Rodrigo Rojas Medina (IND - Dignidad Ahora)
- Jorge Mauricio Rojas Parraguez (IND - Radicales e IND)
- José Luis Cáceres Nicolao (Partido Radical de Chile)
- María Ester Muñoz Jorquera (IND - Unidos Por la Dignidad)

### Representación parlamentaria
Teno forma parte de la circunscripción senatorial IX y del distrito electoral 17. Es representada en la Cámara de Diputados del Congreso Nacional por los siguientes diputados:
- Jorge Guzmán Zepeda (Evolución Política)
- Felipe Donoso Castro (Unión Demócrata Independiente)
- Hugo Rey Martínez (Renovación Nacional)
- Alexis Sepúlveda Soto (Partido Radical de Chile)
- Benjamín Moreno Bascur (Partido Republicano de Chile)
- Mercedes Bulnes Núñez (IND - RD)
- Francisco Pulgar Castillo (IND - Centro Unido)

En el Senado, la representan:
- Paulina Vodanovic Rojas (PS)
- Juan Antonio Coloma Correa (UDI)
- Juan Castro Prieto (IND - RN)
- Ximena Rincón González (PDC)
- Rodrigo Galilea Vial (RN)

## Economía
En 2018, la cantidad de empresas registradas en Teno fue de 649. El Índice de Complejidad Económica (ECI) en el mismo año fue de 0,0, mientras que las actividades económicas con mayor índice de Ventaja Comparativa Revelada (RCA) fueron Fabricación de Cemento, Cal y Yeso (135,26), Moteles (101,36) y Elaboración y Conservación de Frutas, Legumbres y Hortalizas (92,67).

### Parque AgroIndustrial
Teno posee en la actualidad un importante parque industrial compuesto de empresas de significación nacional que exportan sus productos a distintos países del Lejano Oriente, Europa, Asia, Estados Unidos y resto de América Latina.
Entre sus más importantes empresas esta Cementos Bio – Bio con su moderna planta que posee robots y su mina de caliza en la cordillera curicana, donde han contribuido grandemente a la mantención de la Ruta J-25, Curicó–Argentina, en convenio con el MOP, Ministerio de Obras Públicas.
La planta Agrozzi, de propiedad de empresa Carozzi, la planta productora de salsa de tomate más grande de Sudamérica y primera planta de producción de pulpa de durazno en el mundo, en la actualidad mantiene contratos de producción con Japón, USA, México, Costa Rica, da trabajo a más de 1000 personas y recibe fruta de más de 700 productores.
La planta Cenkiwi, de propiedad de la Empresa Copefrut, una de las más significativas empresas nacionales exportadoras de manzana y kiwis, empresa ganadora de uno de lo más importantes premios a nivel nacional.
La planta Unifrutti de Quinta, importante exportadora de fruta chilena a lo más sofisticado mercado en el Lejano Oriente, Europa, Asia, Estados Unidos y América Latina.
La planta Andinexia, de propiedad del grupo Francès La Blottière, exportadora de Manzanas y Peras Chilenas en Europa, Lejano Oriente, Asia, Norteamérica y América Latina, con la marca Apple-Bird(r).
Otras empresas agroindustriales importante son Lomalegre, Viveros Sur, Packing NEPTUNO S.A. y también la exportadora Río Teno.
A estas hay que agregar Yale, las viñas Sta. Elena y Conosur, ENDESA Teno, propietaria del Canal Teno–Chimbarongo, Supermercados Bryc Curicó, parte integrante de las empresas Bravo y Cía Ltda., importante cadena de supermercados con presencia desde las regiones VI hasta la X; Autopista del Maipo, empresa española que administrar la autopista o antigua Ruta 5 Sur desde el puente sobre el río Maipo hasta el sector de Camarico, con su peaje bidireccional en el sector de Quinta, perteneciente a la comuna Teno, provincia de Curicó.

### Agricultura
La comuna de Teno tiene una superficie arable de 26 740 hectáreas, el 43,2 % del territorio comunal, mientras que el porcentaje arable a los niveles regional y provincial es de 21,1 y 18,6% respectivamente.
Posee 25.820 hectáreas de riego, lo que representa una proporción de suelo regado de 41,8 en tanto que el suelo regado arable llega a un 98,6%.
La distribución comunal de aptitudes del suelo es de un 30% para vida silvestre y forestal, un 10% para pradera de piedmot, 20% para chacra, cereal y pasto, 25% para todo cultivo y frutales, y 15% para vida silvestre, forestal, pradera y chacra.

## Servicios

### Salud
Teno tiene una red asistencial completa liderada por el Hospital San Juan de Dios de Teno.

## Medios de comunicación

### Radioemisoras
- 90.7 MHz  Radio Magnífica
- 95.1 MHz Radio Tenina FM

## Deportes

### Fútbol
La comuna de Teno ha tenido a un club participando en los Campeonatos Nacionales de Fútbol en Chile.
- Deportes Teno (tercera división 1981/Cuarta División 1999).